# Сарнова-Ґура
Сарнова-Ґура (пол. Sarnowa Góra) — село в Польщі, у гміні Сонськ Цехановського повіту Мазовецького воєводства.
Населення — 242 особи (2011).
У 1975-1998 роках село належало до Цехановського воєводства.

## Демографія
Демографічна структура станом на 31 березня 2011 року:
|          | Загалом | Допрацездатний вік | Працездатний вік | Постпрацездатний вік |
| -------- | ------- | ------------------ | ---------------- | -------------------- |
| Чоловіки | 127     | 32                 | 76               | 19                   |
| Жінки    | 115     | 20                 | 64               | 31                   |
| Разом    | 242     | 52                 | 140              | 50                   |